# 裂苞艾纳香
裂苞艾纳香（学名：Blumea martiniana）为菊科艾纳香属的植物。分布于越南以及中国大陆的广西、云南、贵州等地，生长于海拔700米至850米的地区，多生长在溪流边或空旷草地上，目前尚未由人工引种栽培。